# Водник (спортивное общество)
«Водник» — советское добровольное спортивное общество работников морского и речного флота. Основано в 1938 году профсоюзом работников водного транспорта на базе объединения двух ранее существовавших спортивных обществ — «Моряк» и «Вымпел».
Первичные физкультурные коллективы «Водника» создавались в портах, учебных заведениях морского и речного транспорта, на предприятиях и в экипажах 848 морских судов. 
В 1970-е годы спортивное общество «Водник» насчитывало около 200 тысяч членов. По состоянию на 1971 год в обществе имелось 417 мастеров спорта, около 5 тысяч кандидатов в мастера и перворазрядников, более 20 тыс. общественных инструкторов и 12 тысяч спортивных судей. К тому моменту «Водник» имел 26 стадионов, 103 спортивными зала и 5 плавательных бассейнов. 
Команды, представлявшие общество, участвовали во всесоюзных соревнованиях: ленинградская команда «Балтика» — в водном поло, архангельский «Водник» — в хоккее с мячом, одесский «Черноморец» — в футболе. В Москве был создан яхт-клуб «Водник» (станция Водники).
Среди спортсменов, воспитанных в обществе «Водник», — олимпийские чемпионы: Леонид Гейштор (гребля на каноэ) и Валентин Манкин (парусный спорт), а также чемпионы мира по гребле на байдарках Наталья Бойко и Вячеслав Кононов.
Постановлением Президиума ВЦСПС от 20 февраля 1987 года было образовано объединённое Всесоюзное добровольное физкультурно-спортивное общество (ВДФСО) профсоюзов, в состав которого вошёл и «Водник». После распада СССР в 1991 году ВДФСО было преобразовано во Всероссийское добровольное физкультурно-спортивное общество «Россия».